# Виторија (Италија)
Виторија (итал. Vittoria) град је у јужној Италији. Град је друго по величини насеље унутар округа Рагуза у оквиру италијанске покрајине Сицилија.

## Природне одлике
Град Виторија налази се у крајње јужном делу Италије, на 220 км југоисточно од Палерма, а 10 км од Средоземног мора. Град се сместио на надморској висини од око 160 m испод Иблејских планина.

## Становништво
Према резултатима пописа становништва 2011. у општини је живело 61.006 становника.
| 1931.  | 1936.  | 1951.  | 1961.  | 1971.  | 1981.  | 1991.  | 2001.  | 2011.  |
| ------ | ------ | ------ | ------ | ------ | ------ | ------ | ------ | ------ |
| 38.802 | 37.569 | 43.239 | 45.035 | 46.130 | 51.240 | 55.280 | 55.317 | 61.006 |

Виторија данас има око 61.000 становника, махом Италијана. Пре пола века град је имао 2 пута мање становника него данас. Последњих деценија број становника у граду расте.

## Партнерски градови
- Матесалка
- Медина де Риосеко
- Сигијеви

## Галерија
- Богородичина црква
- Градско позориште